# Norman Davies

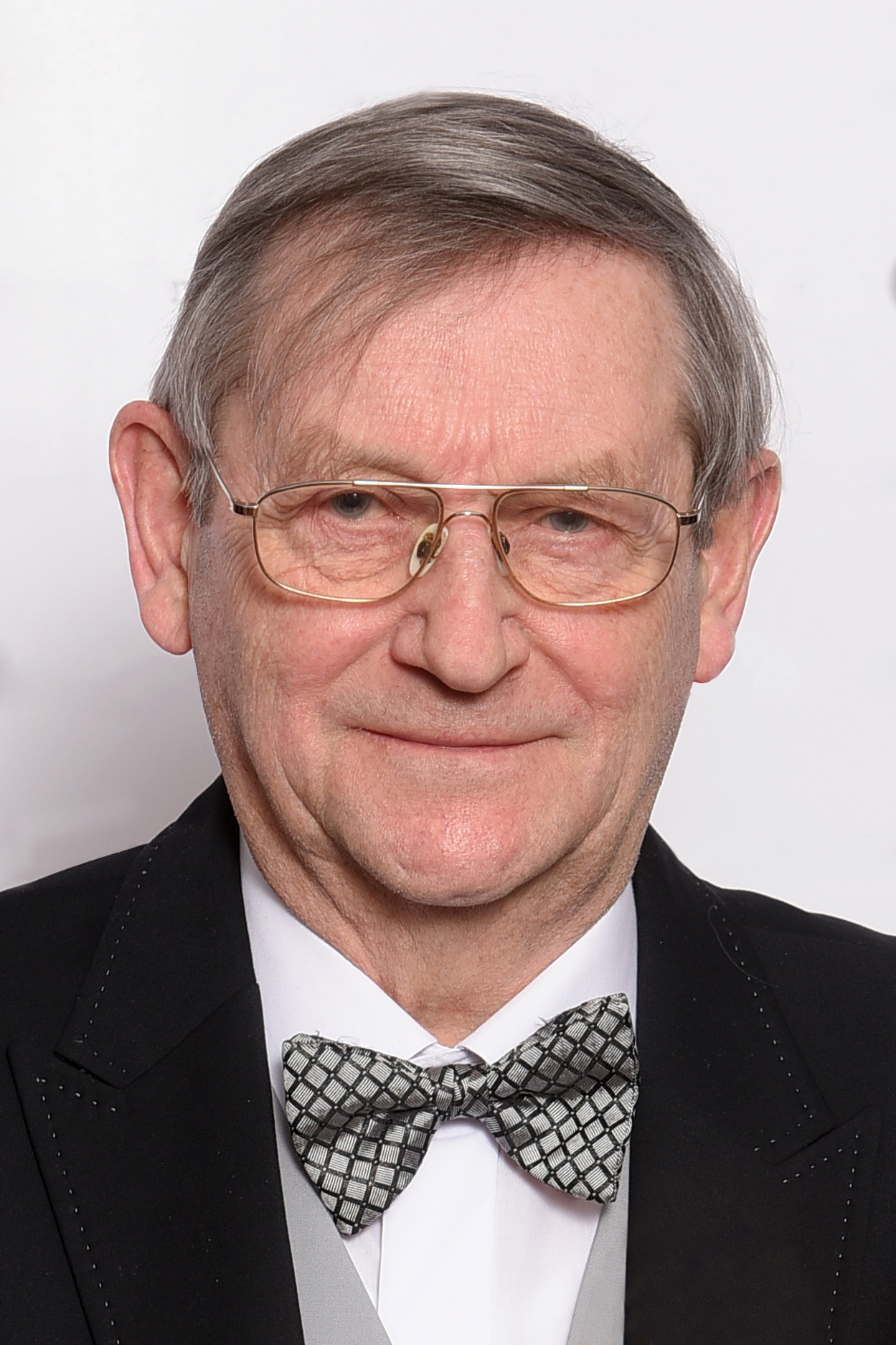
Norman Davies in 2018

Ivor Norman Richard Davies (Bolton, Lancashire, 8 juni 1939) is professor en Fellow of the British Academy en een Brits historicus van Welshe afkomst. Hij is vooral bekend om zijn publicaties over de geschiedenis van Polen, Europa en het Verenigd Koninkrijk.
Norman Davies is lid van de Honorary Board van Euroclio, de vereniging van Europese geschiedenisleraren.

## Werk
- 1972: White Eagle, Red Star: The Polish-Soviet War, 1919–20. (2004 editie : ISBN 0-7126-0694-7)
- 1977: Poland, Past and Present. A Select Bibliography of Works in English. ISBN 0-89250-011-5
- 1981: God's Playground. A History of Poland. Vol. 1: The Origins to 1795, Vol. 2: 1795 to the Present. Oxford: Oxford University Press. ISBN 0-19-925339-0 / ISBN 0-19-925340-4.
- 1984: Heart of Europe. A Short History of Poland. Oxford: Oxford University Press. ISBN 0-19-285152-7.
  - 2001: Heart of Europe: The Past in Poland's Present Oxford University Press, USA; New edition ISBN 0-19-280126-0
- 1991: Jews in Eastern Poland and the USSR, 1939–46. Palgrave Macmillan. ISBN 0-312-06200-1
- 1996: Europe: A History. Oxford: Oxford University Press. ISBN 0-19-820171-0
- 1997: Auschwitz and the Second World War in Poland: A lecture given at the Representations of Auschwitz international conference at the Jagiellonian University. Universitas. ISBN 83-7052-935-6
- 1999: Red Winds from the North. Able Publishing. ISBN 0-907616-45-3
- 1999: The Isles. A History. Oxford: Oxford University Press. ISBN 0-19-513442-7
- 2002 (met Roger Moorhouse): Microcosm: Portrait of a Central European City Londen: Jonathan Cape. ISBN 0-224-06243-3
- 2004: Rising '44. The Battle for Warsaw. Londen: Pan Books. ISBN 0-333-90568-7
- 2006: Europe East and West: A Collection of Essays on European History. Jonathan Cape. ISBN 0-224-06924-1
- 2006: Europe at War 1939–1945: No Simple Victory. Macmillan. ISBN 0-333-69285-3
- 2011: Vanished Kingdoms: The History of Half-Forgotten Europe. Allen Lane. ISBN 978-1-84614-338-0
- 2015: Trail of Hope: The Anders Army, An Odyssey Across Three Continents. Osprey Publishing. ISBN 978-1-47281-603-0
- 2017: Beneath Another Sky: A Global Journey into History. Allen Lane ISBN 978-1-84614-831-6

## Verwijzingen
1. ↑  Professor Norman Davies, United Kingdom[dode link] op euroclio.eu